# Baldwin (Flórida)
Baldwin é a única vila localizada no estado americano da Flórida, no condado de Duval. Foi incorporada em 1876.

## Geografia
De acordo com o United States Census Bureau, a vila tem uma área de 5,3 km², onde todos os 5,3 km² estão cobertos por terra.

### Localidades na vizinhança
O diagrama seguinte representa as localidades num raio de 32 km ao redor de Baldwin.

## Demografia
Segundo o censo nacional de 2010, a sua população é de 1 425 habitantes e sua densidade populacional é de 271 hab/km². É a localidade menos populosa do condado de Duval e a que, em 10 anos, teve a maior redução populacional do condado. Possui 664 residências, que resulta em uma densidade de 126,3 residências/km².